# Robert Danel
Robert Danel (ur. 4 grudnia 1934 w Cieszynie, zm. 22 lutego 2008 w Cieszynie) – polski dziennikarz, publicysta i tłumacz, folklorysta oraz popularyzator Śląska Cieszyńskiego.

## Życiorys
Absolwent Państwowego Liceum Pedagogicznego w Cieszynie. Studiował polonistykę na Uniwersytecie Jagiellońskim. Od 1958 związany z „Głosem Ziemi Cieszyńskiej”, długoletni sekretarz redakcji, a następnie – od 1973 do 1991 – redaktor naczelny. 
Przez 15 lat redagował „Kalendarz Cieszyński” wydawany przez Macierz Ziemi Cieszyńskiej, której był honorowym członkiem. Był laureatem Nagrody im. Karola Miarki (1989). Był znawcą gwary cieszyńskiej, przez co często zapraszano go do jury konkursów gwarowych. Został laureatem „Srebrnej Cieszynianki” (2005).
Wiele lat współpracował z rozgłośnią katowicką Polskiego Radia oraz z prasą śląską i zaolziańskim „Głosem Ludu”.
Na początku lat 80., w 65. rocznicę czeskiego najazdu na Śląsk Cieszyński, publikował informacje dotyczące tego wydarzenia.

## Twórczość
Napisał między innymi:
- Województwo bielskie.Vademecum turystyczne, KAW 1982
- Cieszyn, Warszawa 1987, ISBN 83-03-01925-2
- Przewrót, „Kalendarz Cieszyński 1988", Cieszyn 1987
- Uwagi na marginesie, „Kalendarz Cieszyński 1998", Cieszyn 1987
- Świt nad Olzą, Cieszyn 1988 (wspólnie z Edwardem Buławą)
- Spacerkiem po Cieszynie, Cieszyn 2002, ISBN 83-917095-0-7
- „Głos” recidivus, „Kalendarz Cieszyński 2006", Cieszyn 2005
- Głos Ziemi Cieszyńskiej – 50 lat, Cieszyn 2005, ISBN 83-87237-50-7
- O Czarnej Księżnej, Cieszyn 2005, ISBN 83-89835-08-8
- Słownik bohaterów podań i legend Śląska Cieszyńskiego, Cieszyn 2006

Pod jego redakcją wydanych zostało ponad 20 książek i broszur, m.in.:
- Polskości bastion. Szkice z dziejów Macierzy